# 鳥羽郵便局
鳥羽郵便局（とばゆうびんきょく）は、三重県鳥羽市にある郵便局。民営化前の分類では集配普通郵便局であった。

## 概要
- 住所：〒517-8799 三重県鳥羽市鳥羽4-1-8

## 沿革
- 1873年（明治6年） - 鳥羽郵便役所として開設[1][2]。
- 1875年（明治8年）1月1日 - 鳥羽郵便局（三等）となる。翌日より為替取扱を開始[3]。
- 1878年（明治11年）7月10日 - 貯金取扱を開始。
- 1890年（明治23年）5月16日 - 鳥羽郵便電信局となる[4]。
- 1893年（明治26年）2月21日 - 小包郵便取扱を開始。
- 1903年（明治36年）4月1日 - 通信官署官制の施行に伴い鳥羽郵便局となる[5]。
- 1910年（明治43年）2月11日 - 電話交換業務開始。
- 1911年（明治44年）7月16日 - 局舎を新築、移転。
- 1920年（大正9年）4月21日 - 切手別納郵便取扱を開始。
- 1926年（大正15年）10月1日 - 郵便年金取扱を開始。
- 1948年（昭和23年）5月6日 - 普通郵便局となる[6]。
- 1949年（昭和24年）5月16日 - 電信電話関係を残し、郵便業務を新局舎へ移転。
- 1949年（昭和24年）6月1日 - 逓信省が郵政省と電気通信省に分離するのに伴って、鳥羽郵便局と鳥羽電報電話局に分割。
- 1953年（昭和28年） - 局舎を改装[7]。
- 1956年（昭和31年）9月21日 - 電話通話および和文電報受付事務の取扱を開始[8]。
- 1975年（昭和50年）3月17日 - 鳥羽市鳥羽三丁目から同市鳥羽四丁目に移転。
- 1980年（昭和55年）10月20日 - 加茂郵便局から集配業務を移管。
- 1986年（昭和61年）11月10日 - 的矢郵便局から集配業務の一部[9]を移管。
- 1992年（平成4年）8月3日 - 外国通貨の両替および旅行小切手の売買に関する業務取扱を開始。
- 2007年（平成19年）10月1日 - 民営化に伴い、併設された郵便事業鳥羽支店に一部業務を移管。
- 2012年（平成24年）10月1日 - 日本郵便株式会社発足に伴い、郵便事業鳥羽支店を鳥羽郵便局に統合。

## 取扱内容
- 郵便、印紙、ゆうパック、内容証明
- 貯金、為替、振替、振込、国際送金、国債、投資信託
- 生命保険、バイク自賠責保険、自動車保険
- ゆうちょ銀行ATM
- 「517-00xx」区域（鳥羽市（全域＝離島部分を含む）、伊勢市（朝熊町の一部））の集配業務
- ゆうゆう窓口

## 周辺
- 鳥羽市役所
- 鳥羽水族館
- 鳥羽市営定期船 中之郷乗船場

## アクセス
- 近鉄志摩線 中之郷駅から徒歩で約6分。
- 三重交通バス「中之郷桟橋」停留所下車。
- 国道167号沿い
- 駐車場あり：11台